# Lourdes Domínguez Lino
Lourdes Domínguez Lino (* 31. März 1981 in Pontevedra) ist eine ehemalige spanische Tennisspielerin.

## Karriere
Domínguez Lino begann im Alter von neun Jahren mit dem Tennissport. Ihr bevorzugter Belag war der Sandplatz.
1999 gewann sie die French Open bei den Juniorinnen, als sie im Finale Stéphanie Foretz mit 6:4, 6:4 besiegte. Im August 2002 wurde Lino wegen Kokainmissbrauchs für drei Monate gesperrt. Am 19. Februar 2011 sicherte sie sich ihren zweiten Einzeltitel auf der WTA Tour. Sie gewann wie bereits 2006, als sie dort im Endspiel Flavia Pennetta in zwei Sätzen bezwang, das Turnier von Bogotá. Diesmal setzte sie sich im Finale in drei Sätzen gegen Mathilde Johansson durch. Auch ihre sechs WTA-Titel im Doppel gewann sie allesamt auf Sand.
Für die spanische Fed-Cup-Mannschaft spielte sie von 2006 bis 2013 insgesamt 14 Partien, von denen sie sechs gewann. 2016 beendete sie ihre Karriere.

## Turniersiege

### Einzel
| Nr. | Datum            | Turnier | Kategorie         | Belag | Finalgegnerin      | Ergebnis      |
| --- | ---------------- | ------- | ----------------- | ----- | ------------------ | ------------- |
| 1.  | 26. Februar 2006 | Bogotá  | WTA Tier III      | Sand  | Flavia Pennetta    | 7:63, 6:4     |
| 2.  | 19. Februar 2011 | Bogotá  | WTA International | Sand  | Mathilde Johansson | 2:6, 6:3, 6:2 |

### Doppel
| Nr. | Datum            | Turnier   | Kategorie         | Belag | Partnerin                   | Finalgegnerinnen                                   | Ergebnis         |
| --- | ---------------- | --------- | ----------------- | ----- | --------------------------- | -------------------------------------------------- | ---------------- |
| 1.  | 25. Februar 2007 | Bogotá    | WTA Tier III      | Sand  | Paola Suárez                | Flavia Pennetta Roberta Vinci                      | 1:6, 6:3, [11:9] |
| 2.  | 4. März 2007     | Acapulco  | WTA Tier III      | Sand  | Arantxa Parra Santonja      | Émilie Loit Nicole Pratt                           | 6:3, 6:3         |
| 3.  | 15. Juni 2008    | Barcelona | WTA Tier IV       | Sand  | Arantxa Parra Santonja      | Nuria Llagostera Vives María José Martínez Sánchez | 4:6, 7:5, [10:4] |
| 4.  | 9. Juli 2011     | Båstad    | WTA International | Sand  | María José Martínez Sánchez | Nuria Llagostera Vives Arantxa Parra Santonja      | 6:3, 6:3         |
| 5.  | 2. März 2013     | Acapulco  | WTA International | Sand  | Arantxa Parra Santonja      | Catalina Castaño Mariana Duque Mariño              | 6:4, 7:61        |
| 6.  | 14. April 2013   | Katowice  | WTA International | Sand  | Lara Arruabarrena Vecino    | Raluca Olaru Walerija Solowjowa                    | 6:4, 7:5         |

## Abschneiden bei Grand-Slam-Turnieren

### Einzel
| Turnier         | 2004 | 2005 | 2006 | 2007 | 2008 | 2009 | 2010 | 2011 | 2012 | 2013 | 2014 | 2015 | 2016 | Karriere |
| --------------- | ---- | ---- | ---- | ---- | ---- | ---- | ---- | ---- | ---- | ---- | ---- | ---- | ---- | -------- |
| Australian Open | —    | Q2   | 1    | 2    | 1    | 2    | Q3   | 2    | 1    | 1    | 1    | Q1   | 1    | 2        |
| French Open     | —    | Q3   | 1    | 1    | Q1   | 3    | Q3   | 1    | 2    | 1    | 1    | 2    | 1    | 3        |
| Wimbledon       | —    | —    | 1    | 1    | Q2   | 1    | —    | 2    | 2    | 1    | 2    | Q2   | Q1   | 2        |
| US Open         | Q1   | Q1   | 1    | 2    | 1    | 1    | 3    | —    | 2    | 1    | Q1   | 1    | Q1   | 3        |

Zeichenerklärung: S = Turniersieg; F, HF, VF, AF = Einzug ins Finale / Halbfinale / Viertelfinale / Achtelfinale; 1, 2, 3 = Ausscheiden in der 1. / 2. / 3. Hauptrunde; Q1, Q2, Q3 = Ausscheiden in der 1. / 2. / 3. Runde der Qualifikation; n. a. = nicht ausgetragen

### Doppel
| Turnier         | 2000 | 2001 | 2002 | 2003 | 2004 | 2005 | 2006 | 2007 | 2008 | 2009 | 2010 | 2011 | 2012 | 2013 | 2014 | Karriere |
| --------------- | ---- | ---- | ---- | ---- | ---- | ---- | ---- | ---- | ---- | ---- | ---- | ---- | ---- | ---- | ---- | -------- |
| Australian Open | —    | —    | —    | —    | —    | —    | —    | 1    | 1    | —    | —    | 1    | 1    | 1    | 1    | 1        |
| French Open     | —    | —    | 2    | —    | —    | AF   | 2    | 2    | —    | 2    | —    | 2    | 1    | 1    | —    | AF       |
| Wimbledon       | —    | —    | —    | —    | —    | —    | —    | —    | —    | —    | —    | 1    | 2    | 1    | —    | 2        |
| US Open         | 1    | 1    | —    | —    | —    | 1    | 1    | 1    | —    | —    | —    | —    | —    | 1    | —    | 1        |